# Nicola Leali
Nicola Leali (Castiglione delle Stiviere, Provincia de Mantua, Italia, 17 de febrero de 1993) es un futbolista italiano. Juega de guardameta y su equipo es el Genoa C. F. C. de la Serie A de Italia.

## Selección nacional
Fue internacional con la selección de fútbol de Italia en las categorías sub-16, sub-17, sub-18, sub-19, sub-20 y sub-21.

### Participaciones en Eurocopas
| Eurocopa                | Sede            | Resultado    |
| ----------------------- | --------------- | ------------ |
| Eurocopa Sub-21 de 2013 | Israel          | Subcampeón   |
| Eurocopa Sub-21 de 2015 | República Checa | Primera fase |

## Clubes
| Club                  | País    | Año       |
| --------------------- | ------- | --------- |
| Brescia Calcio        | Italia  | 2010-2012 |
| Juventus F. C.        | Italia  | 2012      |
| S. S. Lanciano        | Italia  | 2012-2013 |
| Spezia Calcio         | Italia  | 2013-2014 |
| A. C. Cesena          | Italia  | 2014-2015 |
| Frosinone Calcio      | Italia  | 2015-2016 |
| Olympiacos F. C.      | Grecia  | 2016-2017 |
| Zulte Waregem         | Bélgica | 2017-2018 |
| A. C. Perugia         | Italia  | 2018-2019 |
| Foggia Calcio         | Italia  | 2019      |
| Ascoli Calcio 1898 FC | Italia  | 2019-2023 |
| Genoa C. F. C.        | Italia  | 2023-     |

## Palmarés

### Campeonatos nacionales
| Título              | Club             | País   | Año     |
| ------------------- | ---------------- | ------ | ------- |
| Superliga de Grecia | Olympiacos F. C. | Grecia | 2016-17 |